# Larry Micheaux
Larry Wayne Micheaux (Houston, Texas, 24 de marzo de 1960) es un exjugador de baloncesto estadounidense que jugó en 2 temporadas de la NBA, además de hacerlo en la liga italiana y en la liga ACB. Con 2,06 metros de altura, lo hacía en la posición de ala-pívot.

## Trayectoria deportiva

### Universidad
Jugó durante cuatro temporadas con los Cougars de la Universidad de Houston, en las que promedió 10,7 puntos y 6.4 rebotes por partido.

### Profesional

#### NBA
Fue elegido en la vigésimo novena posición del Draft de la NBA de 1983 por Chicago Bulls, siendo inmediatamente traspasado a Kansas City Kings junto con Mark Olberding a cambio de los derechos de Ennis Whatley y de Chris McNealy, y una segunda ronda del draft del 84. En los Kings jugó una temporada saliendo desde el banquillo, en la que promedió 3,1 puntos y 2,9 rebotes por partido.
Fue despedido al término de la temporada, firmando al año siguiente como agente libre por Milwaukee Bucks, donde apenas jugó minutos de la basura en 18 partidos, antes de ser nuevamente cortado. Fichó entonces por Houston Rockets un contrato por 10 días, que se prolongaría hasta final de temporada. Pero su situación fue la misma que en sus anteriores equipos, optando por ir a jugar a Europa.

#### Italia y España
En 1985 fichó por el Divarese Varese de la liga italiana, en donde en su única temporada promedió 17,1 puntos y 9,7 rebotes por partido. Al año siguiente ficha por el Caja de Álava ( a partir del año siguiente conocido como Taugrés), donde juega cuatro temporadas convirtiéndose en uno de los referentes del equipo, promediando en ellas 21,0 puntos y 10,9 rebotes por partido.
En 1990 fichó por el Pamesa Valencia, donde jugaría 3 temporadas más a un buen nivel, acabando su carrera deportiva jugando 11 partidos con el Argal Huesca en la recta final de la liga ACB de 1994.

## Estadísticas de su carrera en la NBA

### Temporada regular
| Temporada | Edad | Equipo            | Liga | P  | TIT | MIN  | TC  | TCA | %TC  | 3P  | 3PA | %3P  | TL  | TLA | %TL  | R.OF. | R.DEF. | REB | ASIS | ROB | TAP | PER | FP  | PTS |
| 1983-84   | 23   | Kansas City Kings | NBA  | 39 | 0   | 8.5  | 1.3 | 2.3 | .544 | 0.0 | 0.0 |      | 0.5 | 1.0 | .538 | 1.0   | 1.9    | 2.9 | 0.5  | 0.5 | 0.3 | 0.5 | 1.2 | 3.1 |
| 1984-85   | 24   | TOTAL             | NBA  | 57 | 0   | 9.9  | 1.6 | 2.8 | .580 | 0.0 | 0.1 | .000 | 0.5 | 0.8 | .674 | 1.1   | 1.4    | 2.5 | 0.5  | 0.4 | 0.4 | 0.6 | 1.3 | 3.7 |
| 1984-85   | 24   | Milwaukee Bucks   | NBA  | 18 | 0   | 9.5  | 0.9 | 1.9 | .486 | 0.0 | 0.0 |      | 0.7 | 0.9 | .706 | 1.0   | 1.4    | 2.4 | 0.7  | 0.4 | 0.4 | 0.4 | 1.4 | 2.6 |
| 1984-85   | 24   | Houston Rockets   | NBA  | 39 | 0   | 10.1 | 1.9 | 3.1 | .607 | 0.0 | 0.1 | .000 | 0.4 | 0.7 | .654 | 1.1   | 1.4    | 2.5 | 0.4  | 0.3 | 0.4 | 0.7 | 1.3 | 4.2 |
| Total     |      |                   | NBA  | 96 | 0   | 9.3  | 1.5 | 2.6 | .567 | 0.0 | 0.0 | .000 | 0.5 | 0.9 | .610 | 1.1   | 1.6    | 2.7 | 0.5  | 0.4 | 0.3 | 0.6 | 1.3 | 3.4 |

### Playoffs
| Temporada | Edad | Equipo            | Liga | P | MIN | TCA | TC | 3PA | 3P | TLA | TL | R.OF. | REB | ASIS | ROB | TAP | PER | FP | PTS | %TC  | %3P  | %FT  | MIN  | PTS  | REB | AST |
| 1983-84   | 23   | Kansas City Kings | NBA  | 3 | 65  | 12  | 18 | 0   | 0  | 6   | 10 | 12    | 21  | 3    | 0   | 5   | 2   | 10 | 30  | .667 |      | .600 | 21.7 | 10.0 | 7.0 | 1.0 |
| 1984-85   | 24   | Houston Rockets   | NBA  | 5 | 57  | 6   | 19 | 0   | 1  | 4   | 10 | 12    | 21  | 0    | 0   | 2   | 3   | 8  | 16  | .316 | .000 | .400 | 11.4 | 3.2  | 4.2 | 0.0 |
| Total     |      |                   | NBA  | 8 | 122 | 18  | 37 | 0   | 1  | 10  | 20 | 24    | 42  | 3    | 0   | 7   | 5   | 18 | 46  | .486 | .000 | .500 | 15.3 | 5.8  | 5.3 | 0.4 |